# Rhema Lords-Mears
Rhema Lord-Mears est une joueuse de football anglaise née le 18 juin 1994, évoluant au poste d'attaquante.

## Palmarès
- Championne de Belgique en 2019 avec le RSC Anderlecht